# Johannes-Nepomuk-Kapelle (Gries)

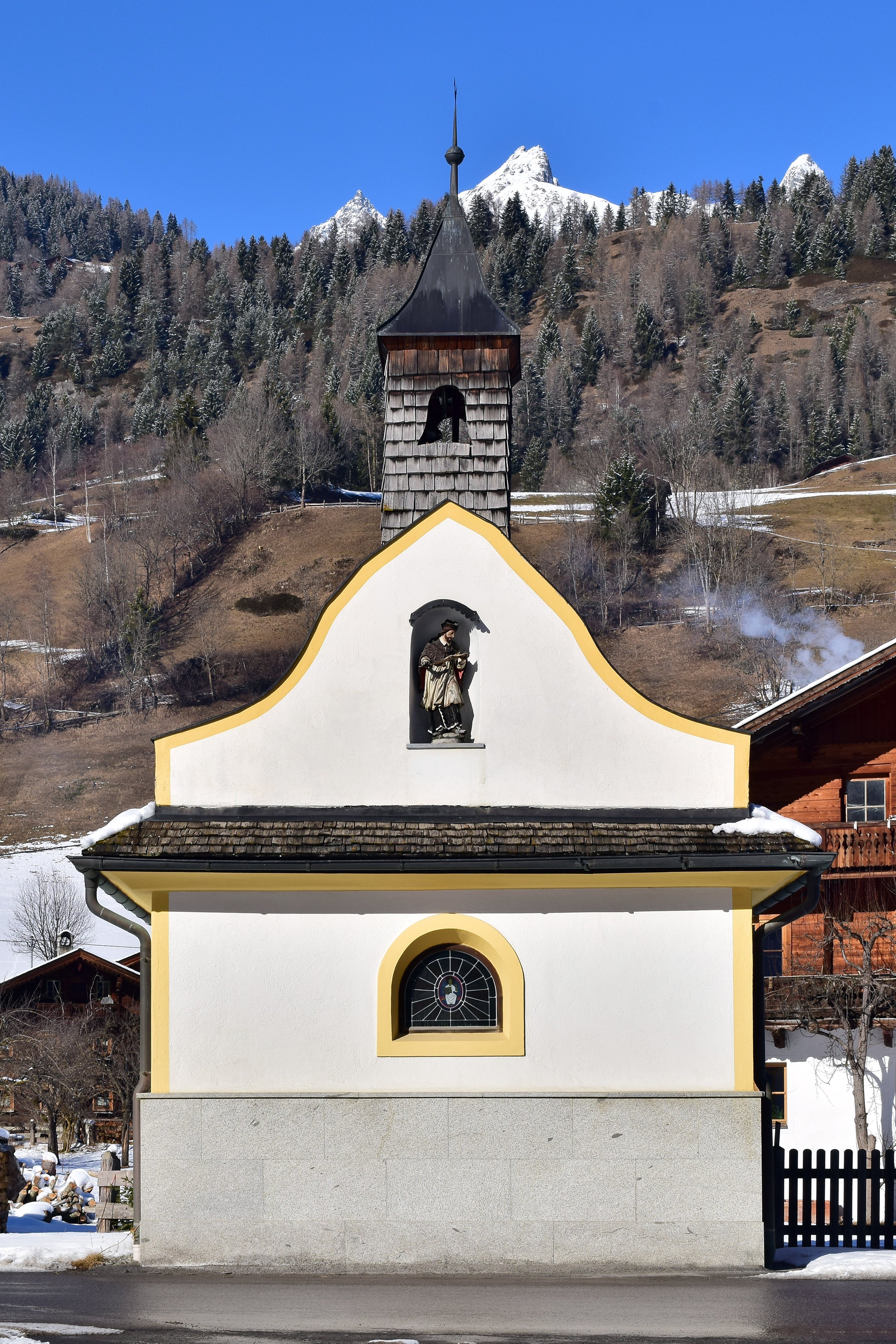
Die Johannes-Nepomuk-Kapelle in Niedermauern

Die Johannes-Nepomuk-Kapelle im Ortsteil Gries der Fraktion Niedermauern in der Gemeinde Virgen (Osttirol). Die Kapelle befindet sich an der Straße zwischen Virgen und Welzelach und ist denkmalgeschützt (Denkmalliste).

## Geschichte
An der Stelle der Kapelle befand sich ursprünglich ein hölzerner Bildstock, der ebenfalls dem heiligen Johannes Nepomuk geweiht war. 1818 wurde die Kapelle anstelle des Bildstocks errichtet, 1820 ein heute nicht mehr erhaltener Kreuzweg eingesetzt. Die Weihe der Kapelle erfolgte erst 1836. Im Zuge der schweren Überschwemmungen 1965 und 1966 wurde die Kapelle stark beschädigt, die Renovierung erfolgte in den Jahren 1987 bis 1988 sowie 1995 bis 1996.

## Bauwerk
Die Kapelle besitzt einen rechteckigen Grundriss mit polygonalem Schluss, wobei die Wandflächen weiß verputzt und mit einer gelben Rahmengliederungen um die Portal- und Fensteröffnungen sowie an den Mauerkanten, im Giebelfeld und um die Hohlkehle versehen wurden. Die Kapelle ist durch ein leicht geschwungenes, schindelgedecktes Satteldach über breiter Hohlkehle geschützt. Es besitzt zudem eine geschwungene Giebelfassade und einen verschindelten Dachreiter mit glockenförmigen Schallfenstern. Der Dachreiter ist wiederum durch ein geschwungenes Zeltdach mit Blecheindeckung geschützt.
Der Zugang in die Kapelle erfolgte ursprünglich durch ein heute vermauertes Eingangsportal an der südlichen Außenmauer der Kapelle, in der sich noch ein Lünettenfenster befindet. Das Giebelfeld der südlichen Außenwand ist durch die vorkragende Traufleiste des Daches abgesetzt, in der sich eine rundbogig geschlossene Nische befindet. Sie beherbergt eine hölzerne Figur des heiligen Johannes Nepomuk aus der Mitte des 18. Jahrhunderts, die vermutlich aus dem ursprünglichen Bildstock stammt. Der heutige Eingang befindet sich an der Ostseite der Kapelle, wobei das breite Portal flachbogig geschlossen ist. Die Längswände sind jeweils von einem rechteckigen Fenster durchbrochen.
Im Inneren wurde die Decke der Kapelle als gedrücktes Tonnengewölbe mit Gurten ausgeführt, die sich über einer flachen Pilastergliederung mit profiliertem Gebälk befinden. Der um eine Stufe erhöhte Altarbereich beherbergt einen barockisierenden Altar mit rosa Steinfassung und stuckierten Ornamentteilen. Während die Mensa schlicht ausgeführt wurde, erfolgte der breite Aufbau mit Säulen und Pilastern, verkröpftem Gebälk und einem geschwungenen Volutenauszug. Das Altarblatt in Öl auf Leinwand zeigt den heiligen Johannes Nepomuk mit Märtyrerpalme und Zunge auf Wolken und Putten über seinem Martyrium in Prag schwebend. Im Auszug befindet sich eine Darstellung der Heiligen Dreifaltigkeit. Zudem befinden sich auf dem Altar hölzerne Figuren des heiligen Augustinus und Nikolaus sowie zwei Putten.
Als weitere Einrichtungsgegenstände der Kapelle dienen ein Vortragskreuz aus dem frühen 17. Jahrhundert, eine Heilig-Geist-Taube aus dem 19. Jahrhundert und ein Gemälde der Beweinung Christi mit dem Evangelisten Johannes aus dem 19. Jahrhundert. Die beiden Glocken stammen aus Brixen und Taufers.